# San Elizario, Texas
San Elizario es una ciudad ubicada en el condado de El Paso en el estado estadounidense de Texas. En el Censo de 2010 tenía una población de 13 603 habitantes y una densidad poblacional de 509,23 personas por km². Es parte del área estadística metropolitana de El Paso. Se encuentra en el río Bravo, que forma la frontera entre los Estados Unidos y México. La ciudad de Socorro colinda con ella en el oeste y la ciudad de Clint se encuentra al norte.

## Geografía
San Elizario se encuentra ubicado en las coordenadas 31°34′42″N 106°15′43″O / 31.57833, -106.26194. Según la Oficina del Censo de los Estados Unidos, San Elizario tiene una superficie total de 26.71 km², de la cual 26,61 km² corresponden a tierra firme y (0,4 %) 0,11 km² es agua.

## Historia
La soberanía española fue declada oficialmente el 30 de abril de 1598, cuando la expedición de Juan de Oñate realizó la toma del territorio en su camino desde Chihuahua a la provincia de Santa Fe de Nuevo México. 
El pueblo se desarrolló a partir de la Hacienda de los Tiburcios: establecida antes de 1760, la misma se hallaba en el Camino Real de Tierra Adentro, al sudeste de Socorro, en la costa occidental del Río Grande. 

### Presidio de San Elzeario
En 1789 se estableció en el sitio de la antigua hacienda el Presidio de San Elzeario. El mismo había sido fundado en 1774, situándose inicialmente más al sur, en el valle de El Paso, cerca de la actual El Porvenir.  Su traslado obedeció al fin de proteger al Camino Real y las poblaciones al norte del mismo (Socorro e Ysleta).: 46 . San Elzeario de Sabrán es patrono de los soldados en el catolicismo.
La localidad que se desarrolló alrededor del presidio tomó el nombre de aquel.  Tras la invasión estadounidense, la localidad pasó al dominio de los Estados Unidos, anglofonizándose su nombre como San Elizario.: 46–47 

Estatua de William Bonney, alias "Billy the Kid", en el distrito de las artes de San Elizario.

### Guerra de la Sal de San Elizario
A  140 y 120 km  N y ENE de esta localidad, en el Pico Guadalupe y el lago Lucero, existen unos grandes depósitos de sal, y durante la época de la colonia, la Corona de España autorizó su aprovechamiento comunal a los vecinos, mediante expediciones con escolta militar. Tras la independencia, México mantuvo el permiso, e inicialmente también el gobierno estadounidense, tras la anexión de Texas. A partir de 1850, algunos anglosajones se apoderaron del yacimiento, impidiendo la recogida de sal. En 1877 ocurrió un conflicto llamado «La guerra de la Sal de San Elizario», donde se enfrentaron los habitantes de San Elizario contra los Rangers de Texas. Los Rangers terminaron rindiéndose, pero como castigo el gobierno anglo del estado de Texas movió la capital del condado hacia El Paso y se decidió que las vías del tren no pasarían por el pueblo de San Elizario.
Historiadores recientes consideran que este conflicto tuvo un trasfondo sobre todo social, étnico y económico entre los pobladores de origen mexicano y trabajadores de mina afroamericanos contra las autoridades blancas anglo, principalmente por el trato de pueblo subyugado que desde entonces se les ha dado en la práctica a los pobladores de origen mexicano por un gran parte de las autoridades blancas anglo.

## Demografía
Según el censo de 2010, había 13 603 personas residiendo en San Elizario. La densidad de población era de 509,23 hab./km². De los 13 603 habitantes, San Elizario estaba compuesto por el 87,66 % blancos, el 0,11 % eran afroamericanos, el 0,54 % eran amerindios, el 0,1 % eran asiáticos, el 10,81 % eran de otras razas y el 0,77 % eran de una mezcla de razas. Del total de la población el 99 % eran hispanos o latinos de cualquier raza.